# Wolf Leslau
Wolf Leslau   (Krzepice, 14 de novembre de 1906 - Fullerton, 18 de novembre de 2006) va ser un destacat semitista i una de les més grans autoritats en el camp de l'estudi de les llengües etiòpiques.

## Biografia
Nascut a Polònia, Wolf Leslau estudià semitística a la Universitat de Viena (Àustria) i a la Sorbona (França). Quan l'Alemanya nazi va ocupar França, fou enviat a un camp de concentració, del qual escapà l'any 1942 per emigrar als Estats Units d'Amèrica. En 1955 ingressà en la facultat de la Universitat de Califòrnia (UCLA), on els seus esforços resultaren decisius per l'establiment d'un Departament d'Estudis del Pròxim Orient. Hi ocupà la plaça de professor emèrit fins a la seva mort als cent anys.
Leslau s'especialitzà en llengües semítiques d'Etiòpia fins aleshores no documentades ni investigades. Entre els anys 1946 i 1976 passà una quantitat de temps considerable a Etiòpia treballant amb informadors nadius en l'estudi d'idiomes poc coneguts com ara el txaha i el harari, així com aprofundint el coneixement de l'amhàric, el tigrinya i el gueez.

## Publicacions
- 1938: Lexique Soqotri (sudarabique moderne) avec comparaisons et explications étymologiques. París: Libraire C. Klincksieck.
- 1941: Documents tigrigna: grammaire et textes. París: Libraire C. Klincksieck.
- 1945: Short Grammar of Tigré. New Haven: Publications of the American Oriental Society, Offprint Series, No. 18.
- 1945: Gafat Documents: Records of a South-Ethiopic language. New Haven: American Oriental series, no. 28.
- 1950: Ethiopic Documents: Gurage. Nova York: Viking Fund Publications in Anthropology, no. 14.
- 1951: Falasha Anthology. Yale Judaica Series, vol. 6. New Haven i Londres: Yale University Press.
- 1956: Étude descriptive et comparative du Gafat (éthiopien méridional). París: Libraire C. Klincksieck, xx + 277 p.
- 1958: Ethiopic and South Arabic contributions to the Hebrew lexicon. Berkeley: University of California Press, 76 p.
- 1958: The verb in Harari. Berkeley: University of California Press, x + 86 p.
- 1965: An Amharic Conversation Book. Wiesbaden: Harrassowitz.
- 1965: Ethiopians speak. Studies in cultural background. Part 1: Harari. Near Eastern Studies, no. 7. Berkeley: University of California Press.
- 1965: An annotated bibliography of the Semitic languages of Ethiopia. La Haia: Mouton.
- 1966: Ethiopians Speak: Studies in Cultural Background. Part 2: Chaha. University of California Publication. Near Eastern Studies, no. 9, 219 p.
- 1967: Amharic Textbook. Wiesbaden: Harrassowitz.
- 1968: Ethiopians Speak: Studies in Cultural Background. Part 3: Soddo. University of California Publications. Near Eastern Studies, vol. 11.
- 1969: Hebrew Cognates in Amharic. Wiesbaden: Harrassowitz.
- 1973: English-Amharic Context Dictionary. Wiesbaden: Harrassowitz, xviii + 1503 p.
- 1976: Concise Amharic Dictionary. (edició republicada: 1996) Berkeley i Los Angeles: University of California Press.
- 1979: Etymological Dictionary of Gurage (Ethiopic). 3 volums. Wiesbaden: Otto Harrassowitz.
- 1981: Ethiopians Speak: Studies in Cultural Background. Part 4: Muher. Äthiopistische Forschungen, no. 11. Wiesbaden: Franz Steiner Verlag.
- 1982: Gurage Folklore: Proverbs, beliefs, and riddles. Studien zur Kulturkunde, no. 63. Wiesbaden: Franz Steiner Verlag.
- 1983: Ethiopians Speak: Studies in Cultural Background. Part 5: Chaha and Ennemor. Äthiopistische Forschungen, no. 16. Wiesbaden: Franz Steiner Verlag.
- 1987: Comparative dictionary of Ge‛ez (Classical Ethiopic) : Gǝ‛ǝz-English/English-Gǝ‛ǝz with an index of the Semitic roots. Wiesbaden: Harrassowitz, xlix + 813 p.
- 1988: Fifty Years of Research: Selection of articles on Semitic, Ethiopian Semitic and Cushitic. Wiesbaden: Harrassowitz, xlv + 503 p.
- 1989: Concise dictionary of Gǝ‛ǝz (Classical Ethiopic). Wiesbaden: Harrassowitz, 247 p.
- 1990: Arabic Loanwords in Ethiopian Semitic. Wiesbaden: Harrassowitz.
- 1992: Gurage Studies : Collected Articles. Wiesbaden: Harrassowitz, xxix + 744 p.
- 1995: Reference Grammar of Amharic. Wiesbaden: Harrassowitz.
- 1997: Ethiopic Documents: Argobba. Grammar and dictionary. Wiesbaden: Harrassowitz.
- 1999: Zway Ethiopic Documents. Äthiopistische Forschungen, no. 51. Wiesbaden: Harrassowitz.
- 2000: Introductory Grammar of Amharic. Wiesbaden: Harrassowitz, xix + 232 p.
- 2001: (amb Thomas L. Kane) Amharic Cultural Reader. Wiesbaden: Harrassowitz.
- 2004: The Verb in Mäsqan as Compared with other Gurage Dialects. Wiesbaden: Harrassowitz.